# Krýsuvík-Trölladyngja

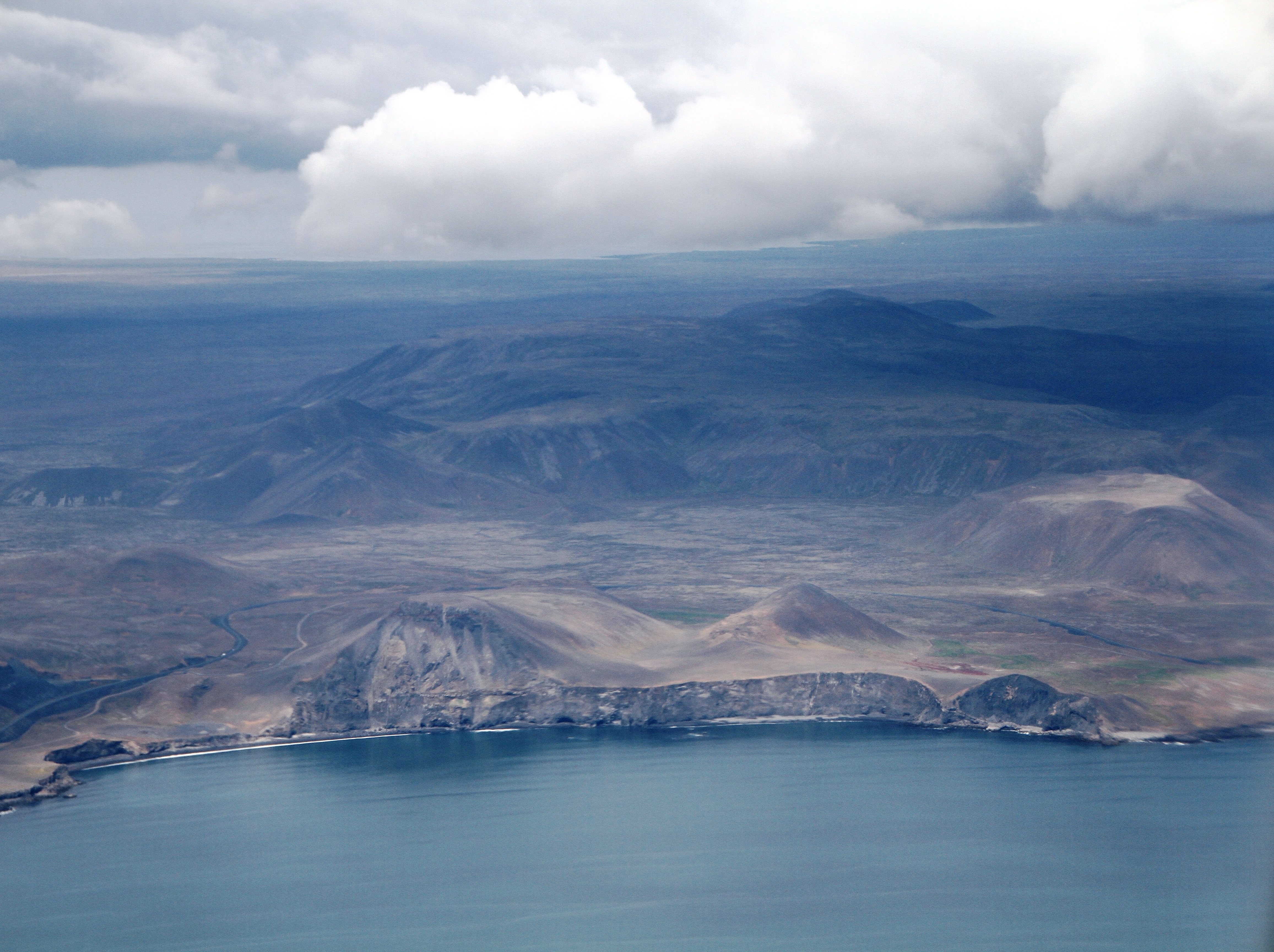
Widok na masyw Fagradalsfjall

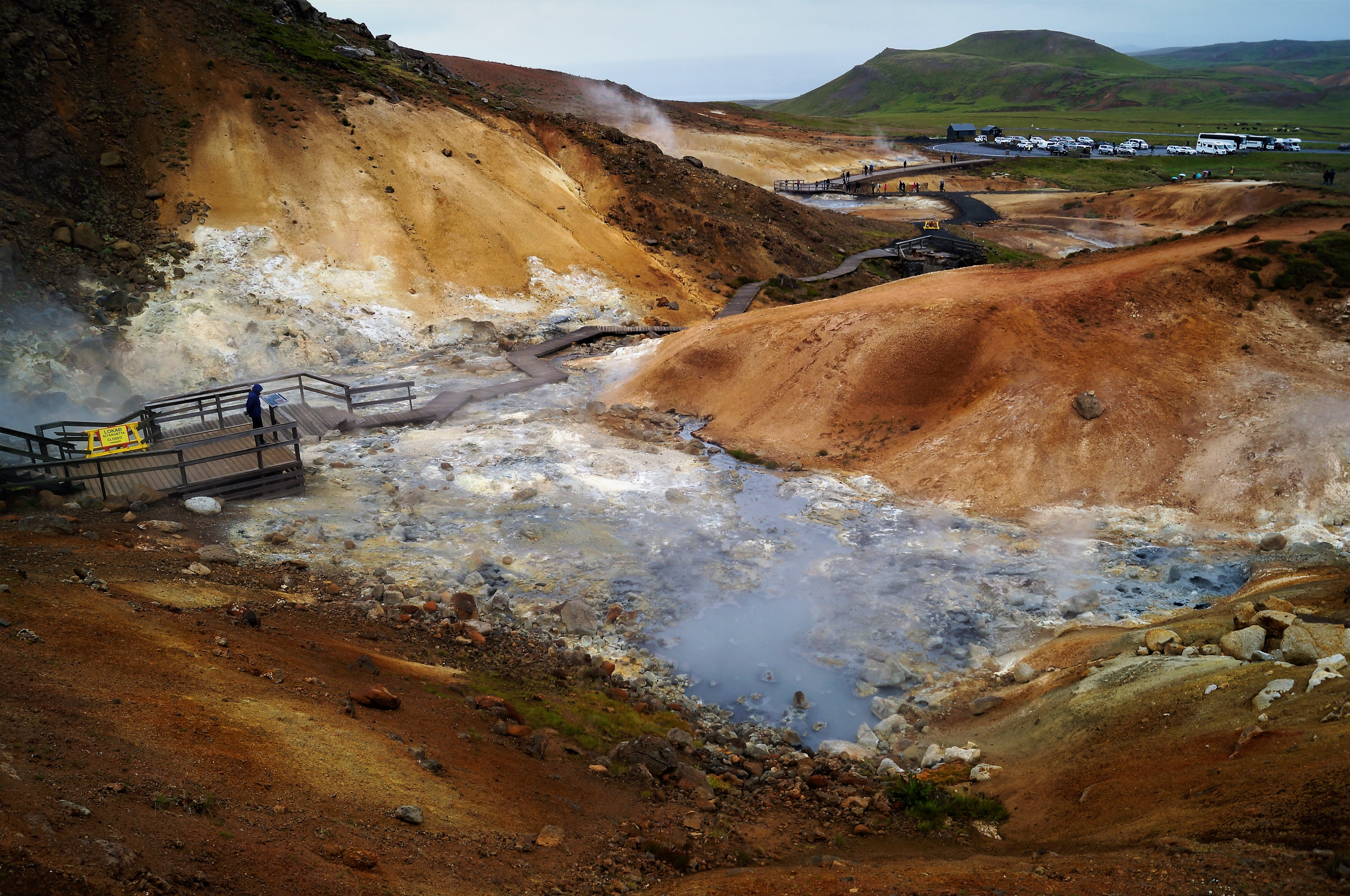
Pole geotermalne Krýsuvík-Seltún

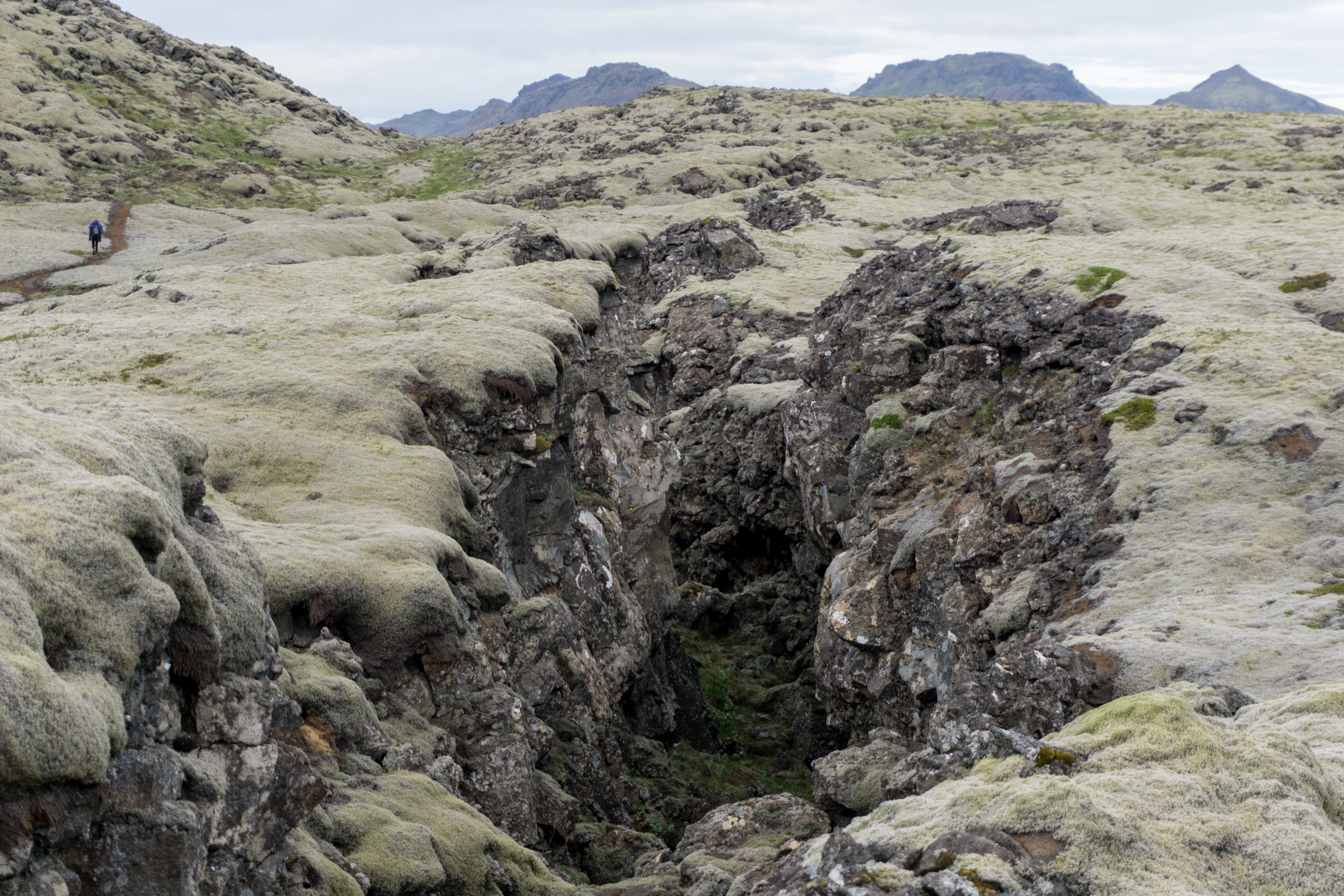
Pole lawowe

Krýsuvík-Trölladyngja – system wulkaniczny w południowo-zachodniej Islandii, na półwyspie Reykjanes. Stanowi system szczelin wulkanicznych o długości około 50 km, który rozciąga się od okolic Grindavík na południowym zachodzie do okolic Mosfellsbær na północnym wschodzie. System nie posiada wulkanu centralnego.
W jego skład wchodzi masyw Fagradalsfjall oraz obszar geotermalny Krýsuvík.
19 marca 2021 roku rozpoczęła się erupcja szczelinowa w masywie Fagradalsfjall, poprzedzona okresem aktywności sejsmicznej od końca 2019 roku. Trwała ona blisko sześć miesięcy do 18 września 2021 . W latach 2022–2023 odnotowano następne dwie erupcje w tym obszarze, które trwały około 3-4 tygodnie.
Poprzednia erupcja, znana jako "ognie Krýsuvík" (isl. Krýsuvíkureldar), miała miejsce w XII wieku i trwała kilkadziesiąt lat. Lawy z tej erupcji pokryły 36,5 km². W ciągu ostatnich 8 tys. lat zdarzyło się 10 epizodów aktywności wulkanicznej. Średnio 1 erupcja na 750 lat.